# Salm (Familienname)
Salm ist ein deutscher Familienname.

## Namensträger
- Albert Salm (1882–1950), deutscher Politiker (SPD)
- Alfred zu Salm-Reifferscheidt (1863–1924), Standesherr und Mitglied des Deutschen Reichstags
- Alfred zu Salm-Reifferscheidt-Dyck (1811–1888), preußischer Kronbeamter und Parlamentarier
- Alfred zu Salm-Salm (1846–1923), Standesherr und Mitglied des preußischen Herrenhauses
- Alfred Konstantin zu Salm-Salm (1814–1886), Standesherr
- Andreas Salm (* 1957), deutscher Klarinettist und Komponist
- Andrew Salm (* 1979), jamaikanischer Skirennläufer

- Anna Katharina von Salm-Reifferscheidt (vor 1646–nach 1647), Äbtissin von Thorn
- Anna Salome von Salm-Reifferscheidt (1622–1688), Äbtissin des Frauenstifts Essen
- Anna Katharina Dorothea von Salm-Kyrburg (1614–1655), Herzogin von Württemberg
- Anton von Salm (um 1530–vor 1564), deutscher Graf, Präsident des Reichskammergerichtes, letzter Abt des Klosters Hornbach
- Carl Salm (1888–1938), deutscher Schriftsteller
- Carl Philipp zu Salm-Salm (1933–2024), deutscher Angehöriger des Fürstengeschlechtes
- Caroline Salm (* 1987), deutsche Fußballspielerin
- Christian Altgraf zu Salm (1906–1973), deutscher Kunsthistoriker
- Christiane zu Salm (* 1966), deutsche Medienunternehmerin
- Christine von Salm (1575–1627), deutsche Adelige, durch Heirat mit Franz von Lothringen Gräfin von Vaudémont
- Christopher Salm (* 1994), deutscher Politiker (CDU)
- Emil Salm (1878–1938), deutscher Bildhauer
- Franz Salm (1835–1884), deutscher Sänger
- Franz II. Xaver von Salm-Reifferscheidt (1749–1822), Fürstbischof von Gurk, Kardinal und Pionier des Alpinismus
- Franz Johann Wilhelm von Salm-Reifferscheidt-Dyck (1714–1775), Graf von Salm-Reifferscheidt-Dyck
- Franz zu Salm-Reifferscheidt-Dyck (1899–1958), deutscher Unternehmer
- Franz Wilhelm zu Salm-Reifferscheidt (1772–1831), preußischer Generalmajor, Reichsgraf, Reichsfürst und Standesherr
- Friedrich Salm (1849–1908), preußischer Generalmajor
- (Wilhelm) Friedrich Karl August Rheingraf zu Salm-Grumbach auch Fürst zu Salm-Horstmar (1799–1865), deutscher Standesherr, siehe Friedrich (Salm-Horstmar)
- Friedrich Magnus zu Salm (1606–1673), Wild- und Rheingraf, Generalleutnant der Kavallerie der Armee der Republik der Sieben Vereinigten Provinzen und Gouverneur von Sluis und Maastricht
- Friedrich III. Johann Otto Franz Christian Philipp, Fürst von Salm-Kyrburg (1745–1794)  Fürst zu Salm-Kyrburg, siehe Friedrich III. (Salm-Kyrburg)
- Friedrich IV. Ernst Otto Philipp Anton Furnibert, Fürst zu Salm-Kyrburg (1789–1859), Fürst zu Salm-Kyrburg, siehe Friedrich IV. (Salm-Kyrburg)
- Friedrich V. Ernst Joseph August, Fürst zu Salm-Kyrburg (1823–1887), Fürst zu Salm Kyrburg, siehe Friedrich V. (Salm-Kyrburg)
- Friedrich VI. Ernst Ludwig Karl Valentin Maria, Fürst zu Salm-Kyrburg (1845–1905), siehe Friedrich VI. (Salm-Kyrburg)
- Fritz Salm (1913–1985), deutscher Politiker (KPD/DKP)
- Hugo Franz zu Salm-Reifferscheidt (1776–1836), Industrieller und Naturforscher
- Hugo Karl zu Salm-Reifferscheidt-Raitz (1832–1890), österreichisch-mährischer Großgrundbesitzer, Politiker und Industrieller
- Hugo Karl Eduard zu Salm-Reifferscheidt (1803–1888), Industrieller und Politiker
- Jaan Salm (* 1937), estnischer Atmosphären-Physiker
- Johann Friedrich von Salm-Grumbach (1743–1819), Mitglied des Adelsgeschlechts der Wild- und Rheingrafen aus der Linie Salm-Grumbach
- João Francisco Salm (* 1952), brasilianischer Geistlicher, Bischof von Novo Hamburgo
- Jost Salm (* 1962), deutscher Chorleiter
- Juliane von Salm-Grumbach (* ca. 1620, † nach 1647), deutsche Adelige
- Karl Florentin zu Salm (1638–1676), Infanteriegeneral und Gesandter der Republik der Sieben Vereinigten Provinzen
- Karl Theodor Otto zu Salm (1645–1710), Fürst zu Salm, kaiserlicher Feldmarschall und Obersthofmeister
- Leopold zu Salm-Salm (1838–1908), deutscher Zoologe und Dendrologe, Fürst zu Salm-Salm, Standesherr von Anholt, Mitglied des Preußischen Herrenhauses und des Provinziallandtags der Provinz Westfalen
- Leopold Philipp Karl zu Salm (1619/20–1663), Wild- und Rheingraf sowie Fürst zu Salm und Oberbefehlshaber der Truppen des Rheinischen Bundes
- Ludwig von Salm (Ludwig von Salm-Hoogstraeten; 1885–1944), österreichischer Tennisspieler
- Ludwig zu Salm (1618–1636), Reichsfürst, Wild- und Rheingraf und Fürst zu Salm
- Ludwig zu Salm-Salm (1721–1778), Fürst zu Salm-Salm, Herzog von Hoogstraeten sowie Wild- und Rheingraf
- Ludwig Otto zu Salm (1674–1738), Wild- und Rheingraf zu Dhaun, Reichsfürst und Fürst zu Salm
- Martin Salm (1955–2015), deutscher Stiftungsvorsitzender
- Nikolaus III. von Salm-Neuburg (1503–1550), österreichischer Diplomat, Geheimer Rat, Oberkämmerer, Feldhauptmann und Statthalter in Ungarn
- Nikolaus Salm (1809–1883), deutscher Maler und Zeichner
- Niklas Graf Salm der Ältere (1459–1530), österreichischer Feldherr, siehe Niklas von Salm
- Niklas Graf Salm der Jüngere (Nicolas de Salm; 1503–1550), Graf von Salm und Neubourg
- Otto von Salm (Otto von Salm-Hoogstraeten)  (1886–1941), österreichischer Tennisspieler
- Peter Salm (1892–1981), deutscher Architekt und Denkmalpfleger
- Philipp Joseph zu Salm-Kyrburg (1709–1779), Fürst von Salm-Kyrburg und Reichsfürst
- Philipp Otto zu Salm (1575–1634), Wild- und Rheingraf und Reichsfürst
- Rebekka Salm (* 1979), Schweizer Schriftstellerin
- Roland Salm (* 1950), Schweizer Radsportler
- Wolfgang von Salm († 1555), Bischof von Passau